# Conference on Neural Information Processing Systems
Die Conference on Neural Information Processing Systems (Abkürzung NeurIPS, früher NIPS) ist eine wissenschaftliche Konferenz aus dem Bereich Informatik und maschinelles Lernen. Sie findet jährlich im Dezember an wechselnden Orten statt. Sie wurde erstmals 1987 ausgerichtet und gilt als eine der wichtigsten Konferenzen.

## Geschichte
Die Idee für eine eigene Konferenz für neurale Netze und ihre Anwendungen entstand 1986 auf der Snowbird Meeting on Neural Networks for Computing, ausgerichtet vom California Institute of Technology und den Bell Laboratories. Anders als diese, sollte NeurIPS offen für alle sein. 1987 wurde die erste NeurIPS-Konferenz von der IEEE Information Theory Society, die damals noch eine Arbeitsgruppe war, in Denver ausgerichtet. Konferenzpräsident war Ed Posner, Yaser Abu-Mostafa der Programmdirektor.
Die folgenden Konferenzen wurden seitdem von der NeurIPS Foundation, die Ed Posner gegründet hatte, ausgerichtet.
Der erste Tagungsband (Proceedings) erschien noch als Buch unter dem Titel "Neural Information Processing Systems", das das American Institute of Physics herausgegeben hatte. Seitdem heißt der Tagungsband "Advances in Neural Information Processing Systems".
Bis 2018 lautete die gängige Abkürzung NIPS. Wegen der sprachlichen Nähe zu Nippel (engl. nipples) und einer Beleidigung (Ethnophaulismus) für Japaner (engl. nip, von nippons), wurde NeurIPS als offizielle Abkürzung eingeführt.

## Konferenzorte
- 1987–2000: Denver, USA
- 2001–2010: Vancouver, Kanada
- 2011: Granada, Spanien
- 2012 & 2013: Stateline, USA
- 2014 & 2015: Montréal, Kanada
- 2016: Barcelona, Spanien[3]
- 2017: Long Beach, USA[4]
- 2018: Montréal, Quebec, Kanada[5]
- 2019: Vancouver, Kanada[6]
- 2020: Virtuell (geplant für Vancouver, Kanada)[7]
- 2021: Virtuell[8]
- 2022 & 2023: New Orleans, USA[9][10]
- 2024: Vancouver, Kanada[11]